# Sen
Sen é uma comuna francesa na região administrativa da Nova Aquitânia, no departamento Landes. Estende-se por uma área de 53,67 km². Em 2010 a comuna tinha 233 habitantes (densidade: 4,3 hab./km²).